# Getal van Womersley
Het getal van Womersley (α of {\displaystyle {\text{Wo}}}) is een dimensieloos getal dat het relatieve belang van traagheidseffecten ten opzichte van viskeuze (wrijvings)effecten als gevolg van oscillatie in een vloeistofstroom uitdrukt. Het getal is vernoemd naar John R. Womersley die het introduceerde in studies van de arteriële bloedstroom.
{\displaystyle \alpha ^{2}={\frac {\text{traagheidseffecten}}{\text{viskeuze effecten}}}={\frac {\rho \omega r_{i}^{2}}{\eta }}={\frac {\rho \omega D^{2}}{4\eta }}}
Daarin staat ρ voor de bloeddichtheid (ongeveer 1,06 g/ml), ω voor de hoekfrequentie van de oscillatie, ri voor de inwendige straal van het bloedvat, η voor de viscositeit van het bloed en D voor de inwendige diameter van het bloedvat.
Het getal van Womersley kan direct verkregen worden uit het product van het getal van Strouhal (St) en het getal van Reynolds (Re):
{\displaystyle \mathrm {St} \cdot \mathrm {Re} =\left({\frac {\omega D}{v}}\right)\cdot \left({\frac {\rho vD}{\eta }}\right)={\frac {D^{2}\omega \rho }{\eta }}=4\alpha ^{2}}
Daarin staat v voor de gemiddelde stroomsnelheid van het bloed door de dwarsdoorsnede van het vat.
Bij lage waarden van α (<3, zoals in arteriolen) spelen viskeuze effecten de grootste rol en is er een parabolisch stromingsprofiel. Bij hoge waarden van α (>10, zoals in de aorta) is er een plat stromingsprofiel omdat vooral traagheidseffecten een rol spelen. Bij tussenliggende waarden (3<α>10) zal het stromingsprofiel steeds platter worden en is de maximale stromingssnelheid niet langer in het centrum van het vat. De theorie van de oscillerende stroming (Engels: oscillatory flow theory) gaat alleen op voor sinusoïde signalen. Om de theorie toepasbaar te maken op de arteriële polsgolf moet daarom eerst een fourieranalyse worden uitgevoerd. Het wordt onder andere toegepast bij het bepalen van lokale stromingsprofielen en het berekenen van de wandschuifspanning.
Archimedes ·
Atwood ·
Bagnold ·
Bejan ·
Biot ·
Bond ·
Brinkman ·
capillair getal ·
Cauchy ·
Damköhler ·
Darcy ·
Dean ·
Deborah ·
Eckert ·
Ekman ·
Eötvös ·
Euler ·
Froude ·
Galilei ·
Graetz ·
Grashof ·
Görtler ·
Hagen ·
Iribarren ·
Keulegan-Carpenter ·
Knudsen ·
Laplace ·
Lewis ·
Mach ·
Marangoni ·
Morton ·
Nusselt ·
Ohnesorge ·
Péclet ·
Prandtl ·
Rayleigh ·
Reynolds ·
Richardson ·
Roshko ·
Rossby ·
Rouse ·
Schmidt ·
Sherwood ·
Shields ·
Stanton ·
Stokes ·
Strouhal ·
Stuart ·
Suratman ·
Taylor ·
Ursell ·
Weber ·
Weissenberg ·
Womersley